# Parantica szechuana
Parantica szechuana är en fjärilsart som beskrevs av Hans Fruhstorfer 1899. Parantica szechuana ingår i släktet Parantica och familjen praktfjärilar. Inga underarter finns listade i Catalogue of Life.